# マラカル
マラカル（Malakal）は、南スーダン北東部の上ナイル州の州都である。2014年時点の人口は14万7450人であった。白ナイル川の河岸に位置し、市の北でソバト川が合流する。首都ジュバからは、北に約650 km離れている。

## 歴史
1983年～2005年の第二次スーダン内戦中は、マラカルにはスーダン軍の駐屯地が置かれていた。
2006年11月にスーダン軍と南スーダンのスーダン人民解放軍はマラカルにて衝突し、一時期は和平協定の維持が危ぶまれた。
2011年7月9日に南スーダンが独立したと同時に、スーダン軍は撤退した。

## 民族
町の住民の多くは、この地方に古くから居住してきたディンカ人、ヌエル人、シルック人である。しかし、他地方からの移住者も多く見られる。マラカルに駐屯する南スーダン軍の兵士はバハル・アル・ガザール地方の出身が多い。

## 食文化
マラカルでは、ワルワルと呼ばれる茹でた小麦粉の団子や、フォウルと呼ばれるピーナッツを用いた料理が、よく食べられる。

## 交通
マラカルと東のエチオピア国境にあるクルムクの町を結ぶ道路は2010年現在舗装改修中で、2013年5月の完成が予定されている。マラカルにはまた、ジュバ空港と並ぶ南スーダンに2つしかない国際空港であるマラカル空港が設置されている。白ナイル川には河港が整備されており、北はスーダンの首都ハルツームまで、南はレイク州のアドクまで、船舶の航行が可能である。

## 人口
| 年度 | 人口    |
| ---- | ------- |
| 1983 | 33,750  |
| 1993 | 72,000  |
| 2005 | 129,620 |
| 2008 | 126,500 |
| 2010 | 139,450 |
| 2014 | 147,450 |

## 写真

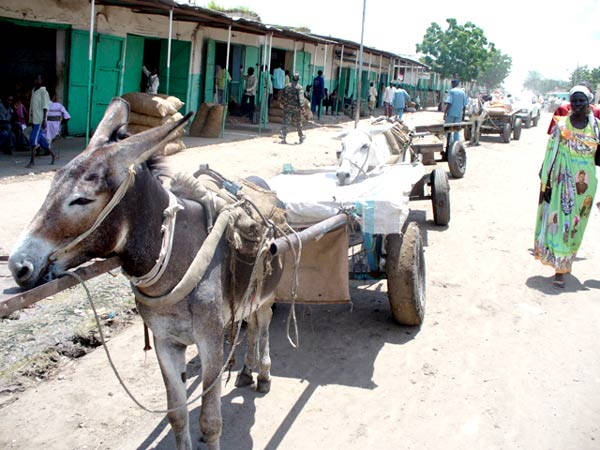
マラカル中心部
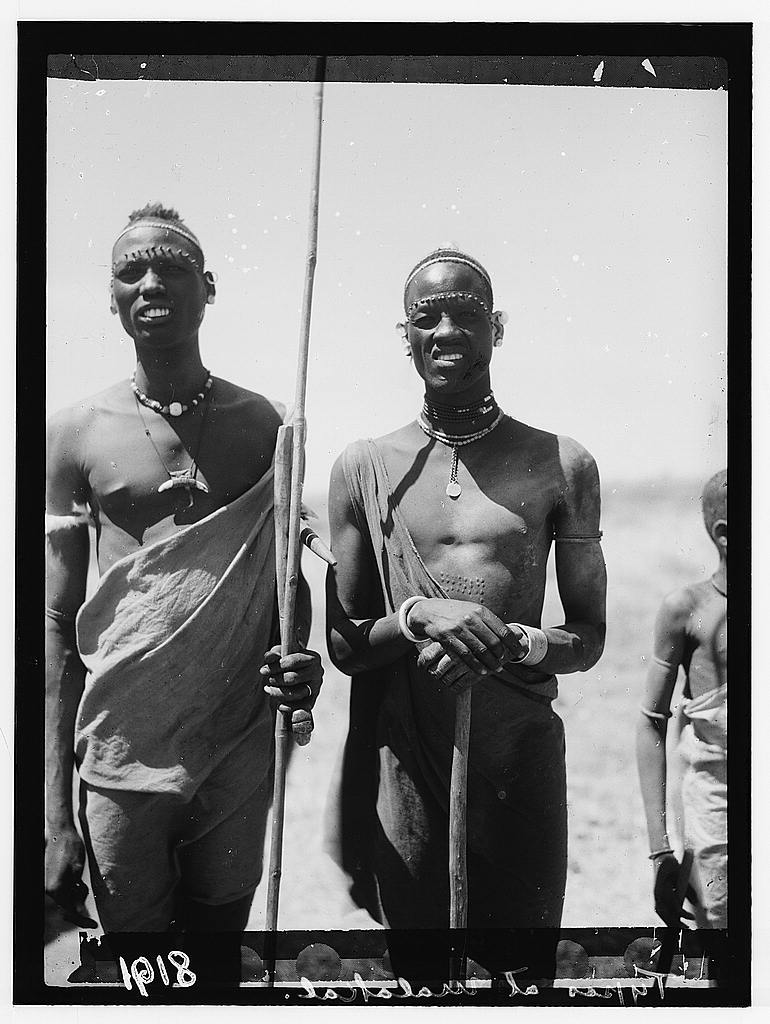
1936年に撮影されたマラカル市民